# Hydnophora bonsai
Espèce
Statut CITES
Hydnophora bonsai est une espèce de coraux appartenant à la famille des Merulinidae.